# St. Martin (Minnesota)
St. Martin – miasto w Stanach Zjednoczonych, w stanie Minnesota, w hrabstwie Stearns.